# 編成 (軍事)
軍事用語としての編成（へんせい）とは、軍隊において目的を達成するために特定の権限内で複数の部隊を一時的、または半永久的に編制とは異なった形に組織化すること全般を指す。これに対して「編制」とは、軍の永続性を持った組織形態である。編制では、隷下部隊の種類と数、それぞれの階級別将兵数が職務や特技と共に規定され、さらに、保有する兵器・機材の種類と数が定められている。